# 深泉郡
深泉郡，中国南北朝时设置的郡。
北周建德六年（577年）在河州甘松防置深泉郡，治所在理定县（今甘肃迭部县东南），下辖理定县、封德县二县，隶属于芳州，辖境约当今甘肃省迭部县一带。隋文帝开皇三年（583年）废深泉郡，所属地区直属芳州。